# 易捷
易捷（1965年4月—），广西柳城人，汉族，中国民主建国会会员。中华人民共和国政治人物、第十三届全国人民代表大会广西壮族自治区代表。

## 生平
2018年，易捷被选为广西壮族自治区出席第十三届全国人民代表大会代表。